# Intimität

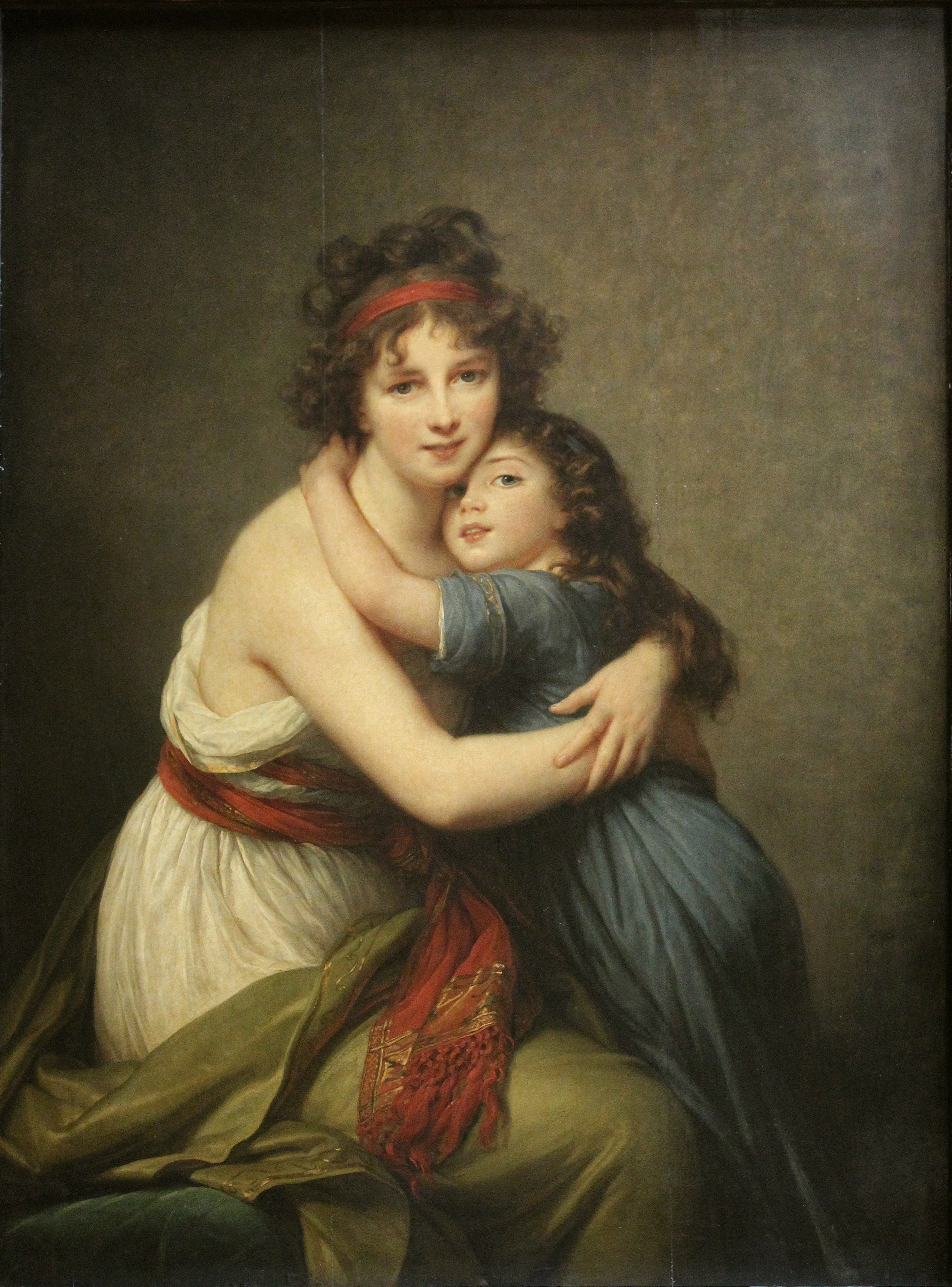
Familiäres körperliches Liebkosen: Mutter mit Kind im Arm, Darstellung von Élisabeth Vigée-Lebrun, Paris um 1800

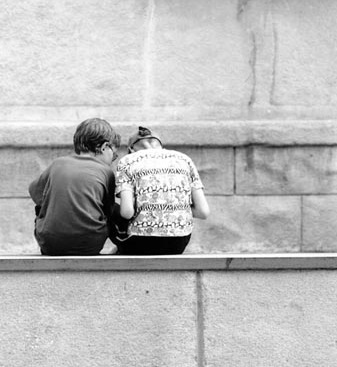
Gemeinsames Geheimnis

Intimität (von lateinisch intimus (Superlativ zu lateinisch interior), „innerste“, schon im klassischen Latein mit der übertragenen Bedeutung „engste, nächste, ganz oder besonders vertraute“ (meist in Verbindung mit „Freund“)) ist ein Zustand tiefster Vertrautheit. Intimität erfordert eine Intimsphäre – einem persönlichen Bereich, der durch die Anwesenheit ausschließlich bestimmter oder keiner weiteren Personen definiert ist und Außenstehende nicht betrifft. Die Wahrung der Intimsphäre und damit die Intimität setzt bei den Beteiligten eine entsprechende Diskretion voraus. Eine Verletzung der Intimität durch Indiskretion kann einen Menschen seelisch labilisieren.
In der Alltagssprache wird der Begriff Intimität oft nur im Sinne von Sexualkontakt verwendet, der aber keine tiefste menschliche Vertrautheit beinhalten muss. Man kann Sexualität ohne intimen Bezug ausleben, andererseits können zwischen Menschen intime Momente der Begegnung ohne jegliche sexuelle Konnotation entstehen.

## Zwischenmenschliche Intimität
Intimität bedeutet eine entweder einseitige oder beiderseitige besondere Selbstoffenbarung gegenüber einem anderen Menschen auf den verschiedenen zwischenmenschlichen Ebenen, auch auf der gedanklichen. David Schnarch  unterscheidet zwischen selbst-bestätigter und fremd-bestätigter Intimität. Die Selbstpreisgabe wird für die andere Person wahrnehmbar, wenn sie offen, nicht verfälscht oder verstellt und somit authentisch ist.   

„Intimität ist ein subjektives Phänomen, das durch einseitiges Selbst-Erfahren und Selbst-Offenbaren innerster Gedanken und Gefühle in Gegenwart eines anderen Menschen entsteht. Ist ein Mensch in der Lage, diese Erfahrung auch ohne Spiegeln, Akzeptanz oder Bestätigung seines Gegenübers zu machen, entsteht ein Moment selbstbestätigter Intimität. Offenbaren sich zwei Menschen gegenseitig innerste Gedanken und Gefühle und erleben sich dabei, kann ein Moment intimer Begegnung entstehen.“

## Körperliche Intimität

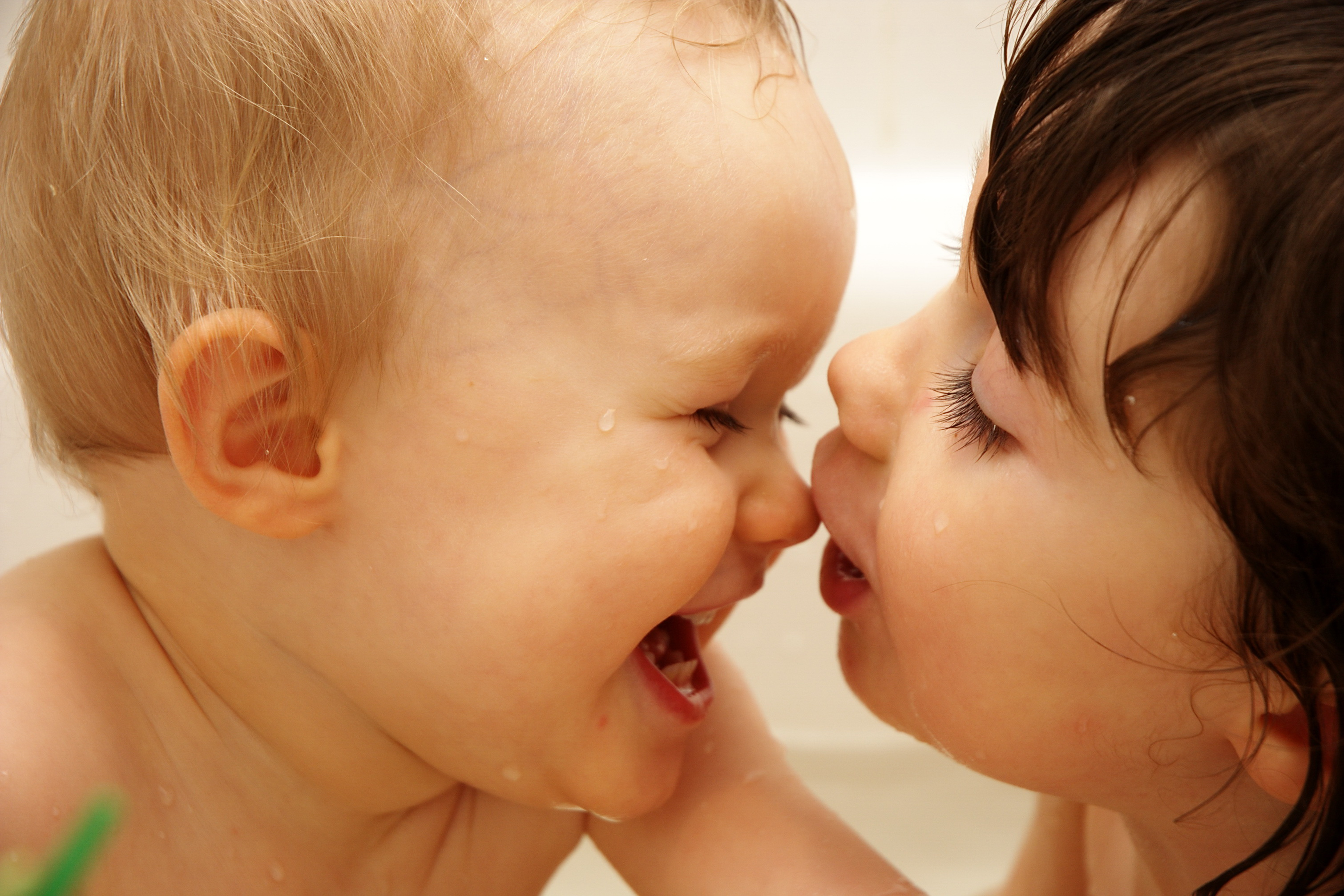
Kinder schmusen beim Baden

Körperliche Nähe oder Berührung zwischen zwei oder mehreren Personen kann für sie die Erfahrung von Intimität beinhalten. Besteht physische Nähe oder eine (meist emotionale) Berührung, spricht man von körperlicher Intimität, Zärtlichkeit, altertümlich (und nicht nur sexuell) auch von Liebkosung (Liebkosung als Handlung gegenüber Intimität als Zustand). 
Sie dient dem Ausdruck der Sympathie und auch der Empathie.
Von der Intensität her kann man diese Intimitäten folgendermaßen reihen:
Nähe, Blickkontakt, Körperkontakt und Zärtlichkeiten an den Armen und Händen, am Rücken, an den Beinen und Füßen, im Gesicht und am Kopf, an Bauch und Busen und noch intimer an den Geschlechtsteilen.
Man kann die körperliche Intimität in körperliche Nähe, in emotionale körperliche Intimität und in sexuelle Intimität aufgliedern.
Grund für körperliche Nähe kann entweder die gesuchte Nähe oder die nicht zielführende ungewollte Nähe – wie zum Beispiel Platzmangel sein. Körperliche Nähe ist manchmal nicht zu vermeiden (Verkehrsmittel, Gastronomie u. a.). Die körperliche Nähe kann als unangenehm oder als angenehm empfunden werden (Distanzverhalten).
Die emotionale und die sexuelle Berührung beinhalten jeweils verschiedene Formen körperlicher Nähe.

### Emotionale körperliche Intimität

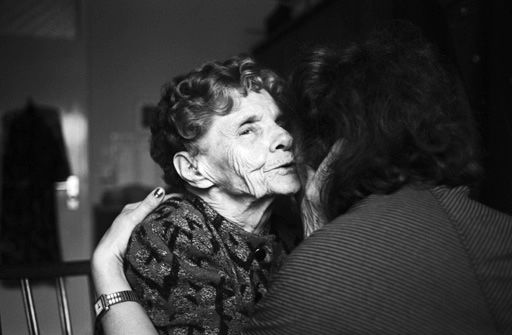
Liebkosung von Mutter und Tochter

- Allgemeine körperliche Intimitäten sind sympathiebasierte Berührungen zum Beispiel das Einhaken der Arme, der Wangenkuss, die begrüßende Umarmung und das kurzzeitige Händehalten.
- Familiäre körperliche Intimitäten sind u. a. das Streicheln, das Füttern, das Tätscheln, das Schmusen und das Kuscheln (sowie alle obigen Handlungen).
- Körperlich-emotionale Intimitäten in der Partnerschaft sind beispielsweise das Schmusen, der Austausch von Zärtlichkeiten, Sitz- oder Liegepositionen (z. B. auf/neben/an dem Anderen), durch das Haar streichen, die Massage, das Küssen (sowie alle obigen Handlungen).

Eine freundschaftliche Beziehung oder Partnerschaft ohne partnerschaftliche Liebe kann manchmal auch körperliche Intimitäten beinhalten. Das Vorkommen ist weltweit stark different: Im westlichen Kulturkreis ist es eher üblich, dass sich Mädchen oder Frauen mit den Händen anfassen, als Jungen oder Männer. In anderen Kulturen, besonders in der arabischen und nepalesischen Kultur, halten Jungen und Männer in der Öffentlichkeit selbstverständlich Hände, ohne dass eine sexuelle gleichgeschlechtliche Zuneigung bestehen muss. Im nördlichen Indien ist es kein ungewöhnlicher Anblick, wenn zwei jüngere männliche Polizisten Hand in Hand auf Streife gehen. Viele ostasiatische Kulturen lehnen jedoch ein solches Maß an körperlicher Nähe – vor allem in der Öffentlichkeit – ab.

### Sexuelle Intimität
Die sexuelle Intimität ist oftmals ein Ausdruck besonderer Zuneigung oder der Lust. Sie findet vor allem in Liebesbeziehungen statt. Sie kann zum Beispiel in Petting und der Ausübung weiterer Sexualpraktiken bestehen sowie in den verschiedenen Formen des Geschlechtsverkehrs, der von den meisten Menschen als die höchste und weitestgehende Form körperlicher Intimität empfunden wird. Obwohl Männer und Frauen auch alleine durch Masturbation einen Orgasmus bekommen können, erleben es die meisten als größere Befriedigung, dabei einen geliebten Menschen zu umarmen. Hierbei erhält die soziale Natur des Menschen in Form sexueller Intimität ihren Ausdruck.